# Wiktor Aleksandriuk
Wiktor Iljicz Aleksandriuk (ros. Виктор Ильич Александрюк, ur. 30 września 1922 w Kursku, zm. 11 września 1991 tamże) – radziecki lotnik wojskowy, kapitan, Bohater Związku Radzieckiego (1945).

## Życiorys
Do 1940 skończył 10 klas szkoły i aeroklub w Kursku, od czerwca 1940 służył w Armii Czerwonej, w czerwcu 1941 ukończył wojskową szkołę lotniczą w Czuhujewie. Od czerwca 1941 uczestniczył w wojnie z Niemcami jako pilot 13 samodzielnej eskadry lotnictwa myśliwskiego kujbyszewskiego rejonu obrony przeciwlotniczej, biorąc udział m.in. w osłanianiu przez nalotami obiektów w Syzraniu, od maja do października 1942 był pilotem 171 pułku lotnictwa myśliwskiego w tulskim rejonie obrony przeciwlotniczej i na Froncie Briańskim, osłaniając obiekty w obwodzie tulskim i podczas operacji woronesko-woroszyłowgradzkiej. Od grudnia 1942 do maja 1945 był pilotem i dowódcą klucza 19 pułku lotnictwa myśliwskiego (od sierpnia 1944: 176 gwardyjskiego pułku lotnictwa myśliwskiego) kolejno na Froncie Woroneskim (grudzień 1942–marzec 1943), 1 Froncie Ukraińskim (styczeń–czerwiec 1944) i 1 Froncie Białoruskim (czerwiec 1944–maj 1945), brał udział w operacji ostrorożsko-rossoszańskiej, woronesko-kastorneńskiej, charkowskiej, proskurowsko-czerniowieckiej, brzesko-lubelskiej, warszawsko-poznańskiej, pomorskiej i berlińskiej. Wykonał ok. 300 lotów bojowych myśliwcami MiG-3, Ła-5 i Ła-7, stoczył 77 walk powietrznych, w których strącił osobiście 23 i w grupie 4 samoloty wroga. Po wojnie do października 1948 w lotnictwie obrony przeciwlotniczej był dowódcą klucza i zastępcą dowódcy eskadry 176 gwardyjskiego pułku lotnictwa myśliwskiego w Moskiewskim Okręgu Wojskowym, od lutego 1949 do września 1950 zastępcą dowódcy eskadry w 177 i 18 gwardyjskim pułku lotnictwa myśliwskiego w moskiewskim rejonie obrony przeciwlotniczej, a od września 1950 na Dalekim Wschodzie. Od grudnia 1950 do lata 1951 był pilotem w 232 pułku lotnictwa szturmowego w Łucku, 1951–1953 zastępcą dowódcy eskadry 192 pułku lotnictwa myśliwskiego w Stanisławowie, a od kwietnia do czerwca 1953 dowódcą klucza w 4 Centrum Przysposobienia Bojowego Sił Powietrznych w Tambowie, następnie został zwolniony do rezerwy w stopniu kapitana.

## Odznaczenia
- Złota Gwiazda Bohatera Związku Radzieckiego (29 czerwca 1945)
- Order Lenina (29 czerwca 1945)
- Order Czerwonego Sztandaru (trzykrotnie, 2 kwietnia 1943, 25 lipca 1944 i 29 marca 1945)
- Order Wojny Ojczyźnianej I klasy (11 marca 1985)
- Order Czerwonej Gwiazdy (31 lipca 1948)
- Medal „Za Odwagę” (31 lipca 1942)
- Medal „Za zasługi bojowe” (15 listopada 1950)

I inne.